# 뉴욕 코스모스 스타디움
뉴욕 코스모스 스타디움(New York Cosmos Stadium)은 미국의 축구 전용 경기장이다. 뉴욕주 엘먼트에 위치하고 있으며 NASL 뉴욕 코스모스의 홈경기장으로 사용할 예정이다.